# 호세 마리아 벨라우스테
호세 마리아 데 벨라우스테기고이티아 란달루세(스페인어: José María de Belausteguigoitia Landaluce; 1889년 5월 15일, 바스크 주 빌바오 ~ 1964년 4월 9일, 멕시코 시)는 벨라우스테(스페인어: Belauste)로 알려진 스페인의 축구 선수로, 현역 시절 미드필더로 활약했다.

## 클럽 경력

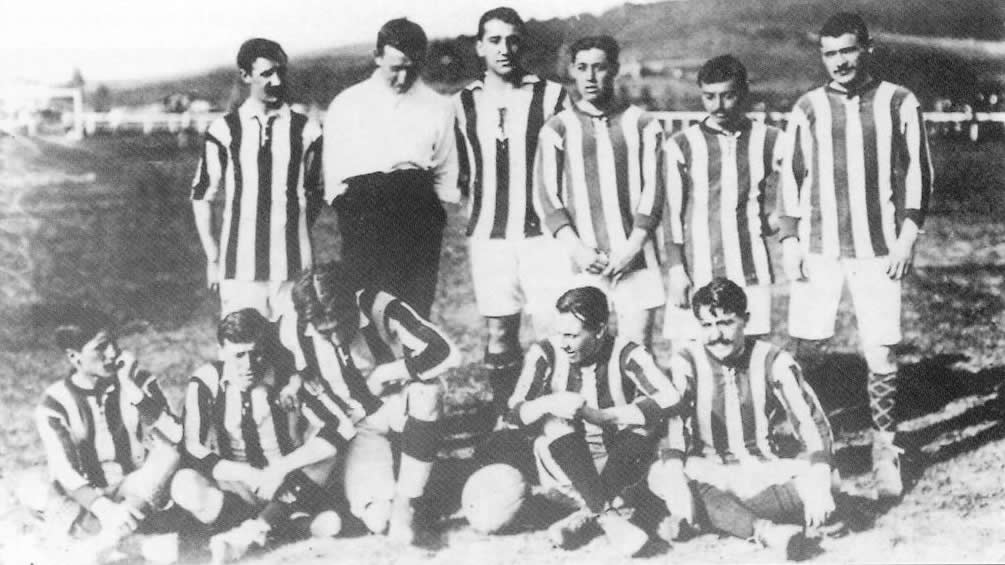
1911년 코파 델 레이를 우승한 아틀레틱의 선수단 (뒷줄 왼쪽에서 3번째가 벨라우스테다)

비스카이아 도 빌바오 출신인 벨라우스테는 15세 때부터 36세 때까지 아틀레틱 빌바오에서 활약하였다. 그는 신장이 1.93m였고 체중은 95kg이었던 덕분에 강인한 신체적 조건을 이점으로 경기를 뛰었다.
그가 활약한 유일한 구단에서의 첫 경기는 1909년 4월 4일, 2-4로 패한 산 세바스티안 사이클링 클럽(오늘날의 레알 소시에다드)와의 경기였고, 현역 시절에 6번의 코파 델 레이 우승을 거두었다.

## 국가대표팀 경력
벨라우스테는 벨기에의 안트베르펜에서 열린 1920 올림픽에서 스페인 국가대표팀의 원년 선수단 주장으로서 3번 경기에 출전하여 은메달을 목에 걸었다. 그의 첫 국가대표팀 경기는 1-0으로 이긴 덴마크와의 대회 본선 경기였다. 벨라우스테는 스웨덴과 치른 두 번째 경기에서, 그의 어록이 스페인 축구 역사에 남아 길이 전해지게 되었다: 그는 1-1로 동률을 이룬 상황에 같은 아틀레틱 소속의 사비노 빌바오에게 계속해서 공을 넘겨달라고 소리쳤다: "공을 보내, 사비노, 내가 뭉개버릴게!"(A mí el pelotón, Sabino, que los arrollo) 이는 국가대표팀에 붉은 분노라는 별칭이 붙게 된 요인으로 알려져 있다.

## 사생활과 최후
벨라우스테는 중산층의 9남매 중 한명으로 났다. 그는 현역 선수 시절에 데우스토 대학교에서 법학을 전공하였고, 은퇴 후 변호사가 되었다.
벨라우스테의 형제들 중 둘은 그와 아틀레틱에서 한배를 타기도 했다 (비록 서로 공식 경기에 기록이 다르지만): 라몬은 1913년부터 1915년까지 빌바오 선수로 활약하면서 1914년과 1915년에 코파 델 레이를 우승했고, 파초는 1919년부터 1922년까지 활약하면서 1921년에 같은 대회를 우승하다가 파리로 건너가 마리 퀴리의 제자가 되었다. 그는 다른 종목에서도 두각을 나타냈는데, 그는 1925 스페인 전국 육상 대회의 원반던지기에서 은메달을 목에 걸기도 했다.
벨라우스테는 적극적으로 정치 활동을 하기도 했는데, 바스크 국민당원으로 가입해 체육 부문을 맡았다. 1922년 회의에서 그는 "스페인에 죽음을!"을 외치기도 했다. 더 나아가서, 그는 올림픽 행진에서 스페인 국기를 가지고 가기 거절했기 때문에 은메달을 받지 못할 뻔하기도 했다.
자발적으로 추방된 그는 프랑스, 알제리, 아르헨티나, 그리고 브라질을 거쳐 고향에 복귀했으나, 이후 스페인 내전이 발발하면서 멕시코로 건너갔다. 1964년 9월 4일, 그는 향년 75세에 멕시코 시에서 폐암으로 영면에 들었다.

## 수상

### 클럽
- 코파 델 레이: 1910, 1911, 1914, 1915, 1916, 1921
- 비스카이아 선수권 대회: 1913–14, 1914–15, 1915–16, 1919–20, 1920–21

### 국가대표팀
- 올림픽 은메달: 1920